# Alpaida wenzeli
Alpaida wenzeli is een spinnensoort in de taxonomische indeling van de wielwebspinnen (Araneidae).
Het dier behoort tot het geslacht Alpaida. De wetenschappelijke naam van de soort werd voor het eerst geldig gepubliceerd in 1897 door Eugène Simon.